# Roda (mitologija)
U grčkoj mitologiji, Roda (ili Rodeja; grčki Ροδη, Rhodê) božica je otoka Roda te supruga boga Sunca Helija.

## Mitovi
Skoro svi mitovi koji spominju Rodu slažu se da je ona kći vladara mora Posejdona, dok je prema Pindaru Roda kći božice Afrodite (Rodin otac tu nije spomenut). U mitovima koji spominju Rodu kao kćer Posejdona navode se različita imena za njezinu majku – to je Amfitrita (Posejdonova supruga) ili Halija (Talasina kći).
Roda se udala za Helija te se čini da mu je rodila jednu kćer i sedam sinova.